# Voi
Voi es una localidad de Kenia perteneciente al condado de Taita-Taveta en el sur del país. Se encuentra en el lado occidental del desierto de Taru, al suroeste del Parque nacional de Tsavo East.

## Economía
Voi es un mercado para los productos agrícolas y cárnicos de las fértiles Colinas de Taita, así como de otras áreas circundantes. El centro de la ciudad se compone en su mayoría de tiendas, mercados, quioscos y algunos hoteles. La mayor parte de residencias para turistas se encuentran en los suburbios de las afueras de Voi. Al oeste de la ciudad se encuentra el vecindario de Voi Sisal Estate, especializado en la producción de fibra de sisal y el cultivo de la Piña.

## Historia
Según la historia local, el nombre de la localidad proviene de un traficante de esclavos llamado Chief Kivoi que se estableció cerca del Río Voi hace unos 400 años. Años después el pueblo creció como centro de comercio para la gente local de Taita con otras tribus de Kenia y árabes.
La localidad comenzó a crecer a finales del siglo XIX gracias a la construcción del ferrocarril de Uganda. La gente comenzó a moverse para trabajar en el ferrocarril y las próximas plantaciones de sisal. Sin embargo, el reconocimiento como municipio con una superficie de aproximadamente 16,27 kilómetros cuadrados no se produjo hasta 1932. Desde hace mucho tiempo la localidad ha superado la superficie de terrenos calculados originalmente.